# Bonneville sós síkság
A Bonneville sós síkság (angolul Bonneville salt flats) a pleisztocén korból származó Bonneville-tó kiszáradt medre az Amerikai Egyesült Államokban, Utah államban. Tükörsima felszíne különösen alkalmas autók szárazföldi sebességi rekordjainak felállítására.

## A kiszáradt tó
A kiszárad tó különlegessége, hogy a bepárlódott só hatalmas területen (kb. 260 km²-en) rendkívül tömör és tükörsima, vízszintes felületet eredményezett. Ez a legnagyobb ilyen képződmény a Utah állambeli Nagy-sóstótól nyugatra fekvő számos kiszáradt meder közül.
A terület Benjamin Bonneville után kapta a nevét, aki az amerikai hadsereg tisztje és Nyugat-Amerika felfedezője volt a 19. században. A vidéket 1907-ben kezdte vizsgálni Bill Rishel és két helyi üzletember, hogy miként lehet közlekedni a síkságon keresztül Pierce-Arrow márkájú autójukkal. Az első, állandó közlekedési lehetőséget, vagyis a tómedret átszelő vasútvonalat 1910-ben adták át.

## Bonneville-versenypálya (Bonneville Speedway)
A Bonneville sós síkság Wendoverhez közel eső részét autó- és motorversenyek lebonyolítására tették alkalmassá. Számos szárazföldi sebességi rekord dőlt meg itt. Ugyan a motorsport 1912 óta jelen van a Bonneville sós síkságon, de igazán nagy népszerűségre csak az 1930-as évektől tett szert a terület, miután a híres sebességrekorder, Sir Malcolm Campbell az egyre növekvő csúcssebességű rekorddöntő autóit 1935-ben ide költöztette a Daytona Beach tengerparti homokjáról. Ebben az időben már a 300 mph (483 km/h) elérése volt a cél.
Hagyományosan minden év nyarának kezdetén az utahi közlekedési minisztérium nyitja meg a pályát, amely eredetileg két részből állt. Az egyik egy körülbelül 16 kilométer hosszú nyílegyenes pályaszakasz, amely kifejezetten a sebességrekordok felállítására készült. A másik egy zárt ovális vagy szabályos kör alakú pálya, amely a távolsági versenyek lebonyolítását szolgálta. Ez utóbbi hossza 16 és 19 kilométer között változott az aktuális talajviszonyoktól függően.
Az 1990-es évek óta a pálya kialakítása az aktuális rendezvény szervezőinek feladata. A rendezők napokkal vagy hetekkel a verseny előtt felkutatják a síkság legmegfelelőbb részét az esemény lebonyolítására, majd megkezdik a pálya kijelölését. A pályabírók rögzítik az időmérő pontokat, majd a verseny előtti napon kihelyezik a pálya nyomvonalát jelző eszközöket. Eredetileg a nyomvonalat egy közepén felfestett fekete csíkkal oldották meg, amelyet később a sáv két szélére festett csíkok váltottak fel. Ma zászlókat és bójákat helyeznek ki.

## Szárazföldi sebességi rekordok

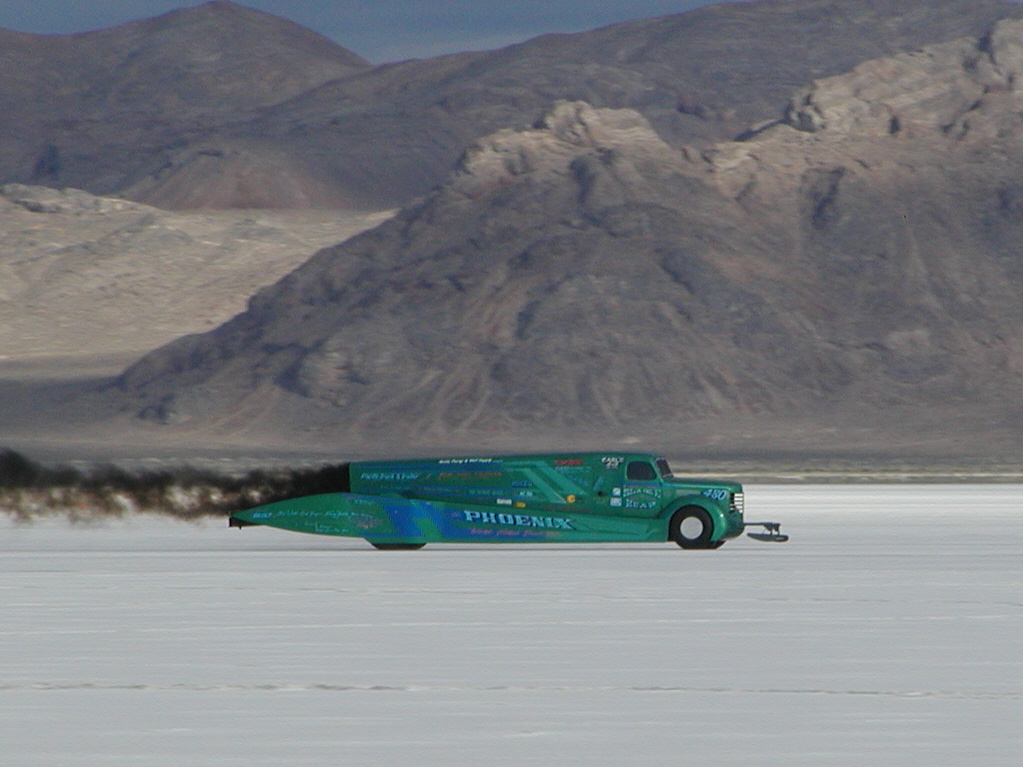
A világ leggyorsabb dízel teherautója a Bonneville versenypályán

A Bonneville sós síkság számos kategóriában felállított szárazföldi sebességi rekord helyszíne. Néhány példa:
| Év   | Pilóta           | Jármű                               | Sebesség (mph) | Sebesség (km/h) |
| ---- | ---------------- | ----------------------------------- | -------------- | --------------- |
| 1935 | Malcolm Campbell | Blue Bird                           | 301,129        | 484,620         |
| 1963 | Craig Breedlove  | Spirit of America                   | 407,447        | 655,722         |
| 1964 | Art Arfons       | The Green Monster                   | 434,022        | 698,491         |
| 1965 | Craig Breedlove  | Spirit of America - Sonic 1         | 600,601        | 966,574         |
| 1969 | Burt Munro       | Indian Scout V-Twin - motorkerékpár | 201,83         | 322,93          |
| 1970 | Gary Gabelich    | Blue Flame - rakéta autó            | 622,407        | 1001,667        |
| 2001 | Don Vesco        | Vesco Turbinator - gázturbinás autó | 458,443        | 737,792         |
| 2004 | R. Schroe        | Buckeye Bullet - elektromos autó    | 314,958        | 506,876         |
| 2006 | Andy Green       | JCB Dieselmax - dízel autó          | 350,092        | 563,418         |

## Érdekességek
- Számos film (Warlock, Függetlenség napja, A leggyorsabb Indian, A Karib-tenger kalózai, Csillagok háborúja VIII: Az utolsó Jedik) forgatási helyszíne volt a kiszáradt meder.
- A terület után kapta nevét a Pontiac 1957 és 2005 között gyártott „zászlóshajója”, a Pontiac Bonneville valamint a Triumph brit motorkerékpárgyár 1959 és 1983 között forgalmazott Triumph Bonneville típusa is.